# Anadolu Isuzu
Anadolu Isuzu Otomotiv Sanayi ve Ticaret A.Ş. est un constructeur turc de véhicules utilitaires basé à Gebze Şekerpınar, dans la province de Kocaeli. C'est une coentreprise créée en 1986 entre la holding turque Anadolu Group (55,40 %) et le constructeur automobile japonais Isuzu Motors (16,99 %) et le groupe japonais Itochu (12,75 %).

## Histoire
Le groupe turc Anadolu avait acquis une bonne expérience dans la construction automobile avec la société Çelik Montaj, fondée en 1965 à Kartal  à Istanbul. La société fabriquait des camions et des motos. L'entreprise a été renommée Anadolu Otomotiv Sanayi en 1981. Des camions Škoda y ont également été produits sous licence jusqu'en 1986. 
Après avoir signé le contrat de licence en 1983, la production du camion Isuzu NPR 59, sous licence Isuzu, a commencé en 1985. En 1986, un partenariat entre Isuzu Motors, Itochu et Anadolu Endüstri Holding est scellé. C'était le premier partenariat turco-japonais dans l'industrie automobile. 
En 1987, début de la fabrication des premiers mini et midibus sous licence Isuzu. En 1991, la fabrication du camion léger Isuzu NKR démarre. En 1995, les partenaires japonais portent leur participation à 35 % et l'entreprise change de raison sociale en Anadolu Isuzu Otomotiv Sanayi ve Ticaret A.Ş.. Depuis 1997, la société est cotée à la Bourse d'Istanbul. En 1999, une nouvelle usine implantée à Gebze Şekerpınar démarre la production du camion Isuzu NQR. En 2003, la fabrication sous licence du camion Isuzu NQR à 3 essieux débute. En 2008, l'association entre le groupe turc et Isuzu est confortée et le midibus Isuzu Citimark de 9 mètres est lancé en fabrication sous licence. La même année, Anadolu-Isuzu fête le 100.000 véhicule fabriqué en Turquie. 
En 1994, les premiers véhicules sont exportés et depuis 2003 les autobus sont exportés vers les pays de l'Union Européenne. 
Après la disparition d'Otoyol, c'est devenu un des plus importants constructeurs de véhicules utilitaires en Turquie et vend plus de 60 % de sa production à l'étranger.
En 2019, la division Anadolu Defense est créée.

### La production
La production totale de la société baisse régulièrement : 
- 2015 : 11 162
- 2016 : 5 240
- 2017 : 6 366
- 2018 : 5 240
- 2019 : 3 379 dont 1 174 midibus, 1 079 camions, 465 pick-ups, 340 camions légers et 321 autobus/autocars[1].

En 2019, 1 523 véhicules ont été exportés : 315 midibus en Italie, 269 en France et 235 en Géorgie.

### Activité de l'entreprise
En 2019, la production de l'entreprise a été ainsi répartie :
- Midibus : 30,9 %
- Camions : 10,9 %
- Pick-ups : 7,4 %
- Camions légers : 5,6 %
- Autobus/autocars : 0,7 %

## La gamme

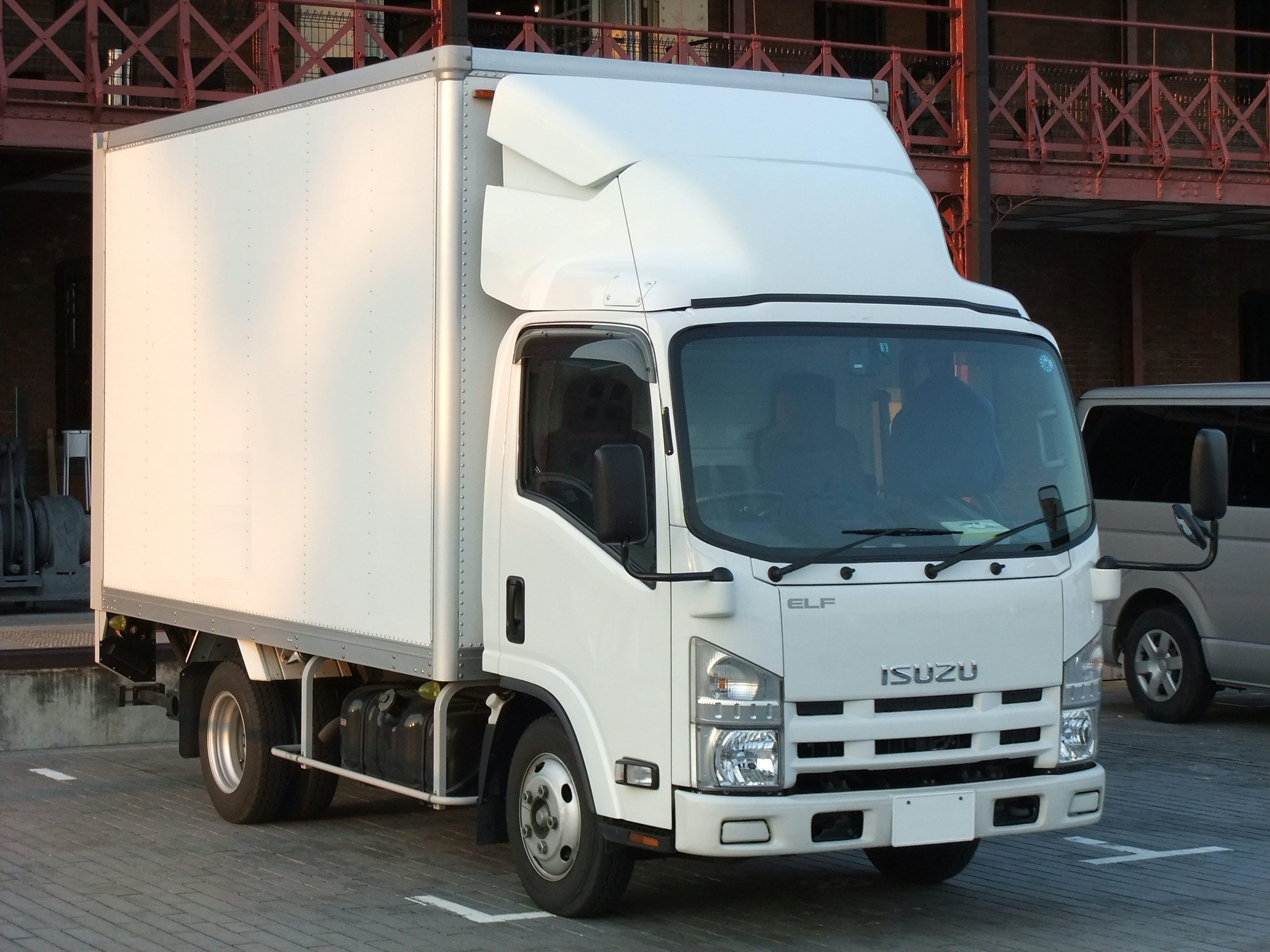
Isuzu NPR

### Camions
- Isuzu NPR 59 (7,5/8 tonnes) - 1985
- Isuzu "Tora" - 3e, 4e et 5e génération de l'Isuzu Forward, (1985-20xx) moteur diesel Isuzu 210 ch,
- Isuzu NPR - châssis de 4,20 m / 4,90, moteur diesel Isuzu de 150 ch pour un PTC de 7,5 tonnes,
- Isuzu NPR 10 - châssis de 5,20 m, moteur diesel Isuzu de 190 ch pour un PTC de 9,8 tonnes,
- Isuzu NPR3D - châssis 3 essieux, moteur diesel Isuzu de 190 ch pour un PTC de 12,5 tonnes,
- Isuzu NQR (7,5 à 12,1 tonnes)

### Camions légers
- Isuzu NKR (3,5 tonnes)
- Isuzu NLR
- Isuzu N-Wide - cabine avancée, moteur de 120 ch pour un PTC de 3,5 tonnes.

### Autobus / Autocars
- Anciens modèles :
  - Isuzu Citimark

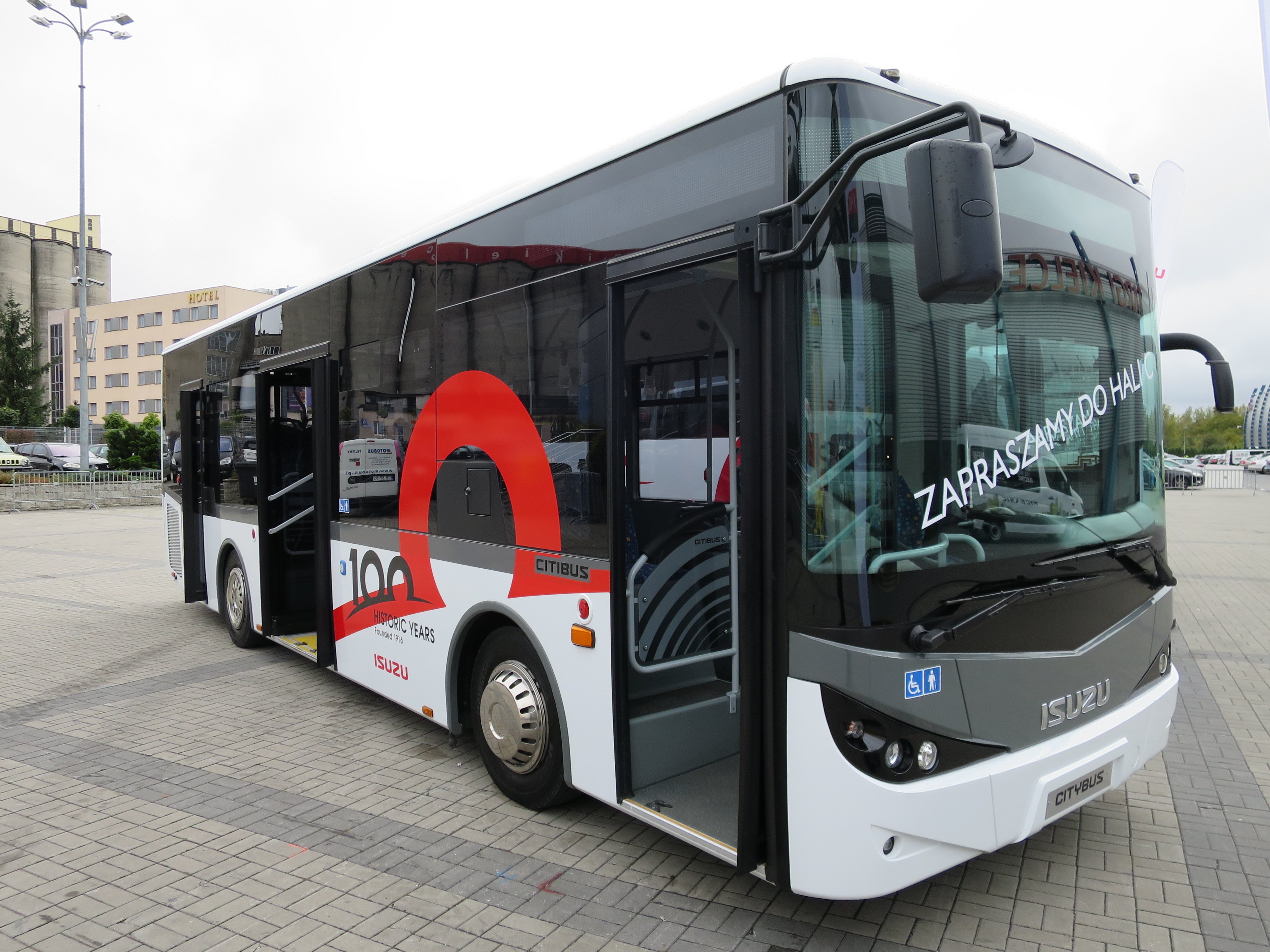
Autobus urbain Isuzu Citibus (TransExpo 2016)

  - Isuzu Classic (23 à 27 passagers)
  - Isuzu Interurban
  - Isuzu Roybus (27 passagers) - lancé en 2005.
  - Isuzu Urban (50 passagers)

- Modèles actuels :

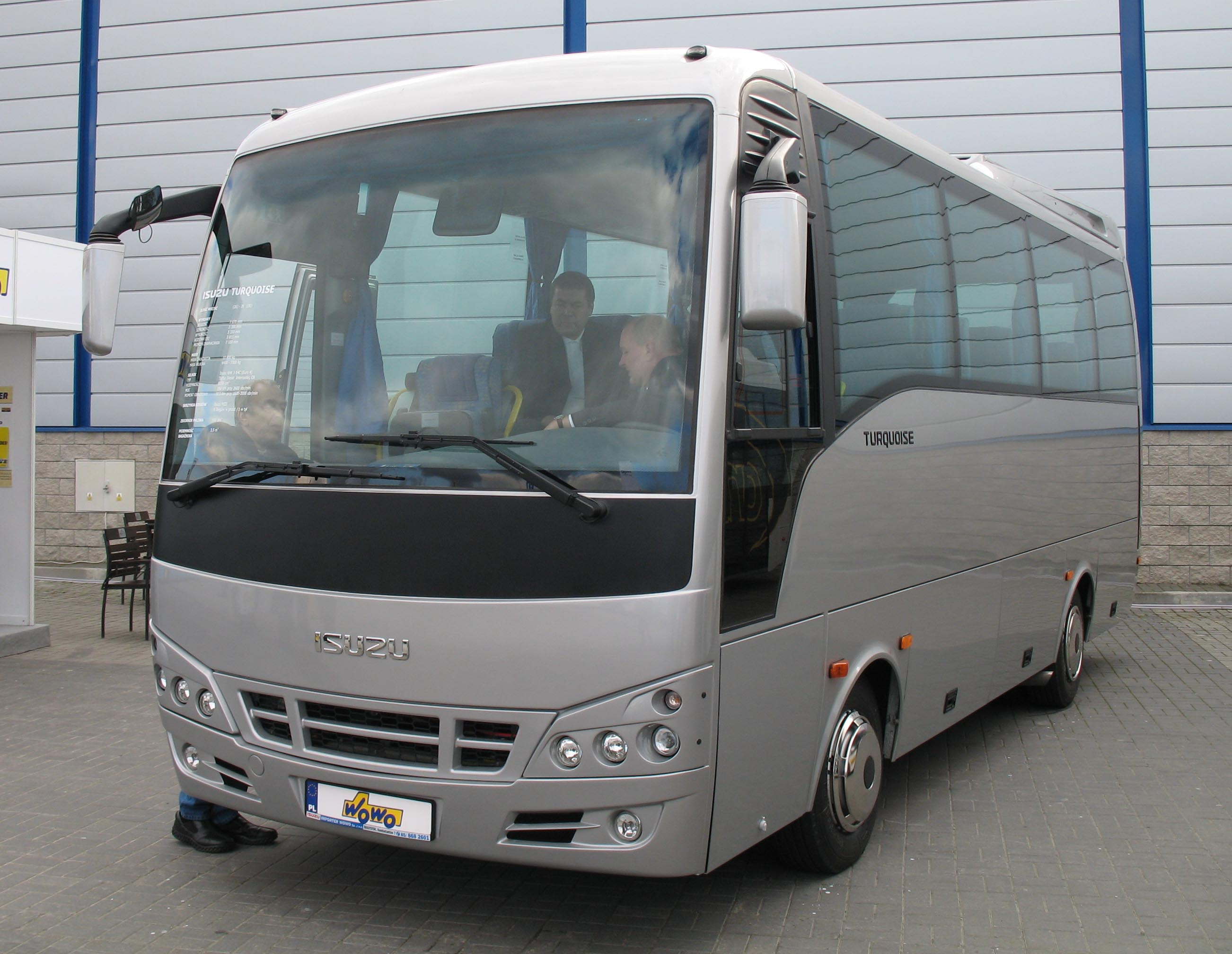
Midicar Isuzu Turquoise (TransExpo 2007)

  - Isuzu Visigo & Visigo Interurbain - midibus GT de 9,5/9,6 mètres (39 sièges), moteurs diesel Isuzu 280/320 ch.
  - Isuzu Citiport 12 - autobus urbain, moteur diesel Isuzu 289 / 300 / 341 ch, version CNG 320 ch,
  - Isuzu Citiport 18 - autobus urbain articulé, le plus gros autobus de la gamme 155 passagers, moteur diesel Isuzu 370 ch,
  - Isuzu Citibus - midibus urbain de 9,5 mètres, 21 passagers, moteur diesel Isuzu 205 ch,
  - Isuzu Turkuaz - renommé Isuzu Turquoise à l'exportation, minicar de tourisme de 7,7 mètres pouvant accueillir 33 passagers, moteur diesel Isuzu Euro 2 175 ch, Euro 5/6 190 ch.

- Minibus :
  - Isuzu Novo/Novo S/Novo Ultra - minibus scolaire de 7,3 mètres, 27 passagers, moteurs diesel Isuzu Euro 5 155 ch / Euro 6 190 ch,

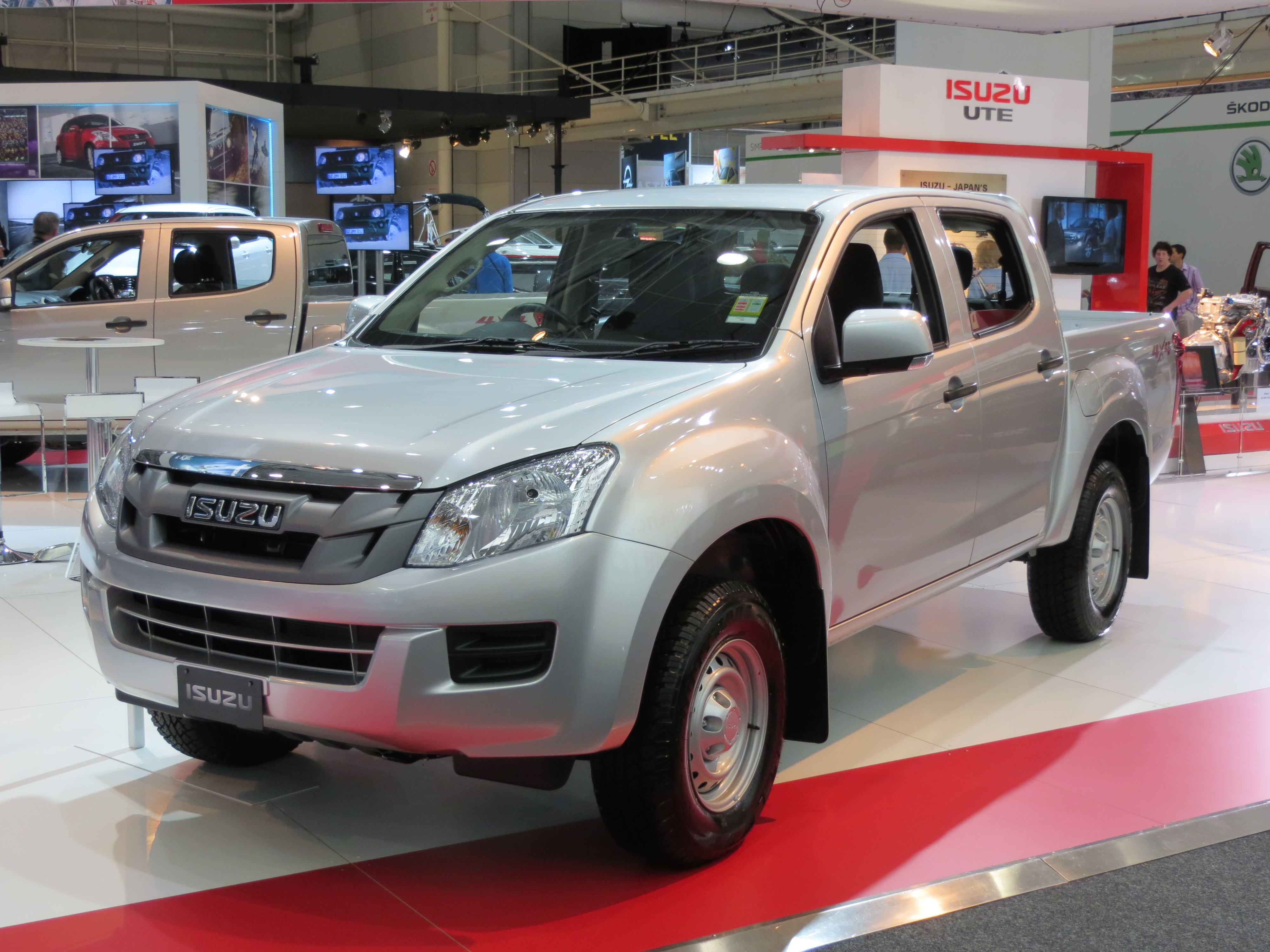
Isuzu D-Max (2012)

### Pick-up
- Isuzu D-Max depuis 2012, 7e génération depuis 2018.

### Engins militaires
- Isuzu Seyit - engin 8x8 présenté en 2019, moteur 600 ch avec une autonomie de 500 km. Une version blindée pour le transport de troupes baptisée D-MAX BR6.